# Aix-en-Issart
Aix-en-Issart település Franciaországban, Pas-de-Calais megyében. Lakosainak száma 267 fő (2022. január 1.). Aix-en-Issart Montcavrel, Marant, Marenla, Neuville-sous-Montreuil, Saint-Denœux, Sempy, Alette és Estrée községekkel határos.

## Népesség
A település népességének változása:
| Lakosok száma | 268  | 266  | 269  | 263  | 264  | 267  | 273  | 270  | 267  |
|               | 2013 | 2015 | 2016 | 2017 | 2018 | 2019 | 2020 | 2021 | 2022 |